# すぐ死ぬんだから
『すぐ死ぬんだから』（すぐしぬんだから）は、内館牧子の長編小説。『小説現代』2017年12月号から2018年3月号に連載、加筆を経て講談社より2018年8月23日に刊行された。お洒落に気づかい加齢に抗って生きる78歳の女性を主人公に、いかにして品格のある老後を迎えるかを描いた「終活」小説。
くさか里樹の作画により漫画化され、WEBコミックトムにて2018年9月から2020年4月に配信。また、NHK BSプレミアムおよびNHK BS4K「プレミアムドラマ」にて三田佳子主演でテレビドラマ化され、2020年8月23日から9月20日まで放送された。

## 書誌情報
- すぐ死ぬんだから（2018年8月23日、講談社、ISBN 978-4-06-512585-4）
- すぐ死ぬんだから（2021年8月12日、講談社文庫、ISBN 978-4-06-524585-9）

## 漫画
『すぐ死ぬんだから』（英語: I'm gonna die soon, anyway...）として内館牧子原作、くさか里樹作画で漫画化され、潮出版社が運営するコミックサイトWEBコミックトムにて2018年9月20日から2020年4月20日まで全20話で配信、同社希望コミックスより2020年8月10日および9月10日に全2巻で発刊された。

### 書誌情報（漫画）
- 内館牧子（原作）、くさか里樹（作画）『すぐ死ぬんだから』潮出版社〈希望コミックス〉全2巻
  1. 2020年8月10日発刊、ISBN 978-4-267-02246-3
  2. 2020年9月10日発刊、ISBN 978-4-267-02247-0

## テレビドラマ
NHK BSプレミアムおよびNHK BS4K「プレミアムドラマ」枠にてテレビドラマ化され、2020年8月23日から9月20日まで放送された。全5話。主演は三田佳子。
NHK BS4Kにて2020年8月21日から9月18日まで毎週金曜23時15分から土曜0時4分に先行放送された。

### キャスト

#### 主要キャスト
- 忍ハナ〈78〉 - 三田佳子
- 忍岩造 - 小野武彦
- 森岩太郎 - 溝端淳平
- 黒井苺 - 松下由樹
- 忍雪男 - 村杉蝉之介
- 忍由美 - 安藤玉恵
- 黒井和夫 - 田中哲司
- ロク - 小松政夫
- 森薫 - 余貴美子

#### その他のキャスト
- 清美 - 鷲尾真知子
- 忍いづみ - 中田青渚
- 忍雅彦 - 室井響
- 寺本医師 - 山中崇
- 葬儀社・佐藤 - 有川マコト
- ブティック店員 - 真田麻垂美
- 葬儀社・司会 - 尾倉ケント
- 編集者 - おおたにまいこ
- 同期会受付 - 戸村美智子
- 雅江の息子 - 吉見幸洋
- 区役所・職員 - 金子清文
- 落語家 - 立川志の太郎
- レストランオーナー - 小林麻子
- 聡美 - 枝元萌
- 依子 - 石村みか
- 拓也 - 箱田暁史
- 医師 - 阪田マサノブ
- 折り紙会・吉田 - ミスターちん
- 折り紙会・由紀子 - 高尾祥子
- 折り紙会・会員 - 夏目慎也
- 折り紙会・会員 - 新名基浩
- 整形外科・太田 - 山岸門人
- 裁判官 - 吉橋航也
- 書記官 - 阪口采香
- 酒店の客 - 鷲尾英明、高野ゆらこ、岸野健太、東海林忠輝
- 葬儀社・アルバイト - 松本卓也
- 整形外科・受付 - 片桐美穂
- 配達員 - 森崎健康
- 緑の森内科・受付 - 佐々木春香
- ウエイトレス - 山中志歩
- ロクの孫 - 健人・A
- 雅江 - 高田敏江
- 明美 - 日色ともゑ

### スタッフ
- 原作 - 内館牧子『すぐ死ぬんだから』
- 脚本 - 長田育恵
- 音楽 - 安川午朗
- 挿入歌 - 越路吹雪『ラストダンスは私に』
- 制作統括 - 遠藤日登思、小松昌代、髙橋練
- プロデューサー - 盛夏子、高橋潤
- 演出 - 松岡錠司
- 制作 - NHKエンタープライズ
- 制作・著作 - アミューズ、NHK

### 放送日程
| 放送回 | 放送日   | 放送日       | ラテ欄                             |
| 放送回 | BSP/BS4K | BS4K（先行） | ラテ欄                             |
| ------ | -------- | ------------ | ---------------------------------- |
| 第1話  | 8月23日  | 8月21日      | 人生100年時代の新終活ドラマ        |
| 第2話  | 8月30日  | 8月28日      | 78歳嵐にむかう                     |
| 第3話  | 9月06日  | 9月04日      | ここが女の正念場! 78歳心乱れて     |
| 第4話  | 9月13日  | 9月11日      | 夫の相手が目の前に そして死後離婚? |
| 最終話 | 9月20日  | 9月18日      | まだまだ波乱万丈! でもその先に光?  |

- 2020年5月31日からの放送が予定されていたが、新型コロナウイルス感染症（COVID-19）の感染拡大の影響を受け放送が延期された[13][14]。

| NHK BSプレミアム プレミアムドラマ                                          | NHK BSプレミアム プレミアムドラマ            | NHK BSプレミアム プレミアムドラマ               |
| 前番組                                                                     | 番組名                                       | 次番組                                          |
| -------------------------------------------------------------------------- | -------------------------------------------- | ----------------------------------------------- |
| 山女日記 〜女たちは頂を目指して〜（アンコール） （2020年7月5日 - 8月16日） | すぐ死ぬんだから （2020年8月23日 - 9月20日） | 一億円のさようなら （2020年9月27日 - 11月15日） |